# Нижний Лопас
Нижний Лопас (баш. Түбәнге Лапаҫ) — упразднённая деревня в Кигинском районе Республики Башкортостан Российской Федерации. Входил на год упразднения в состав Арслановского сельсовета. Жили башкиры (1959, 1972).

## География
Располагалась на р. Ай, в 37 км к юго-востоку от райцентра и 30 км к северо-востоку от ж.-д. станции Сулея (Челябинская область).

### Географическое положение
Расстояние (по данным на 1 июля 1972 года) до:
- районного центра (Верхние Киги): 37 км,
- центра сельсовета (Арсланово): 12 км,
- ближайшей ж/д станции (Сулея): 30 км.

## История
Основана в конце XIX века после разделения д. Кулбаево на 2 населённых пункта: Верхний и Нижний Лопас.
До конца 1950-х гг. входила в состав Асылгужинского сельсовета.
Существовала до середины 1980-х гг.. 

## Население
В 1896 и 1906 годах насчитывалось по 114 человек, в 1920—218 (учтены вместе с населением деревни Верхний Лопас), в 1939—180, в 1959—125, в 1969 — 125.

## Достопримечательности
Вблизи урочища  находится Верхне-Лопасская писаница, древний (около 5 тысяч лет) памятник наскального искусства.